# Calamus nodosus
Calamus nodosus là loài cá thuộc họ Sparidae. Loài này được Randall & Caldwell mô tả khoa học đầu tiên năm 1966.